# 大石雅之
大石 雅之（おおいし まさゆき）は、日本の火山学者である。立正大学地球環境科学部地理学科所属。

## 経歴
- 2000年04月 - 2002年03月 東京都立大学 (1949-2011)大学院　理学研究科　地理学科　修士課程修了（理学）
- 2002年04月 - 2006年03月 東京都立大学大学院　理学研究科　地理学科　博士課程修了（理学）
- 2014年04月 - 2018年03月 立正大学 地球環境科学部 地理学科 助教

## 所属学会
- 立正地理学会
- American Geophysical Union
- 東京地学協会
- 国際火山学地球内部化学協会
- 日本第四紀学会
- 日本火山学会

## 論文
- 実習科目における予習用動画の導入：「基礎地図学および実習」の事例　地球環境研究   (18) 147-153   2016年3月 松尾忠直，横山貴史，大石雅之
- 八ヶ岳火山の最新軽石噴火によるYt-Pm4テフラの放射性炭素年代 火山   60 477-481   2016年1月
- Verification of historical eruptions of the Yatsugatake Volcano, central Jap Geographical Reports of Tokyo Metropolitan University   51 53-60   2016年
- 実習科目における予習用動画の導入： 「基礎地図学および実習」の事例 地球環境研究   18 147-153   2016年 松尾忠直，横山貴史，大石雅之
- 霧島火山新燃岳2011年3月〜2012年2月の降灰量調査－即時的降灰量推定の予察的検討 火山   58(2) 353-363   2013年6月 西来 邦章 , 及川 輝樹 , 古川 竜太 [他] , 大石 雅之 , 中野 俊 , 宮城 磯治

## 出版物
- テフラからみた八ヶ岳の地形発達史 古今書院   2016年3月
- 火山の特徴を捉える視点とは何か―地形・地質から探る浅間火山の噴火史 朝倉書店   2015年5月
- 図鑑NEO　岩石・鉱物・化石 小学館   2012年6月